# 江戸川区立図書館
江戸川区立図書館（えどがわくりつとしょかん）とは、東京都江戸川区が設立・運営する公共図書館である。

## 概要
江戸川区には2019年4月1日現在、中央図書館と9館の地域図書館、2つのコミュニティ図書館の合計12館の図書館がある。所蔵資料数は一般図書が約110万冊、児童図書が約43万冊（2019年4月）であり、人口 あたり2.2冊が用意されている。貸出件数は約469万件/年（2018年度）であり、人口当たり6.7冊が貸し出されている。児童書の貸出率（平成20年度）は4割と東京都区部で最も高い。
区内で最も古いのは1946年（昭和21年）に設置された小岩図書館で、最も新しいのは2010年（平成22年）12月に設置された篠崎子ども図書館である。建物面積が最も大きい図書館は中央図書館、最も小さいのは篠崎子ども図書館である。コミュニティ図書館はさらに小さい。
江戸川区では2001年（平成13年）から業務の電子化や電子申請サービスを進めている。図書館も「江戸川Web図書館」が整備され、インターネットから資料の検索や予約が出来るようになった。2004年（平成16年）からは、コミュニティ図書館でもWeb図書館を利用できるようになった。2010年（平成22年）1月にはWeb図書館の新システムが稼働し、ウェブサイト上で貸出期限の延長が可能になった。
指定管理者制度が導入されている。篠崎図書館は2008年（平成20年）から「篠崎SAパブリックサービス」 が運営している。葛西図書館・西葛西図書館・東葛西図書館・清新町コミュニティ図書館は、2010年（平成22年）から図書館流通センターが運営することになった。これに伴い、これらの図書館では閉館時間が延長された。2013年（平成25年）からは、図書館流通センターが中央図書館・葛西図書館・東葛西図書館・西葛西図書館・鹿骨コミュニティ図書館・清新町コミュニティ図書館を、篠崎ＳＡパブリックサービス共同企業体が篠崎図書館・篠崎子ども図書館を、ヴィアックスが小岩図書館・松江図書館・小松川図書館・東部図書館を担当している。
江戸川区は東京区部でもっとも図書館の数が少ない自治体と言われている。しかし2006年から2011年にかけて、図書館の建て替えや増設、複合施設化を進めている。2012年1月には小岩図書館が新築移転した。

## 江戸川区立図書館の一覧

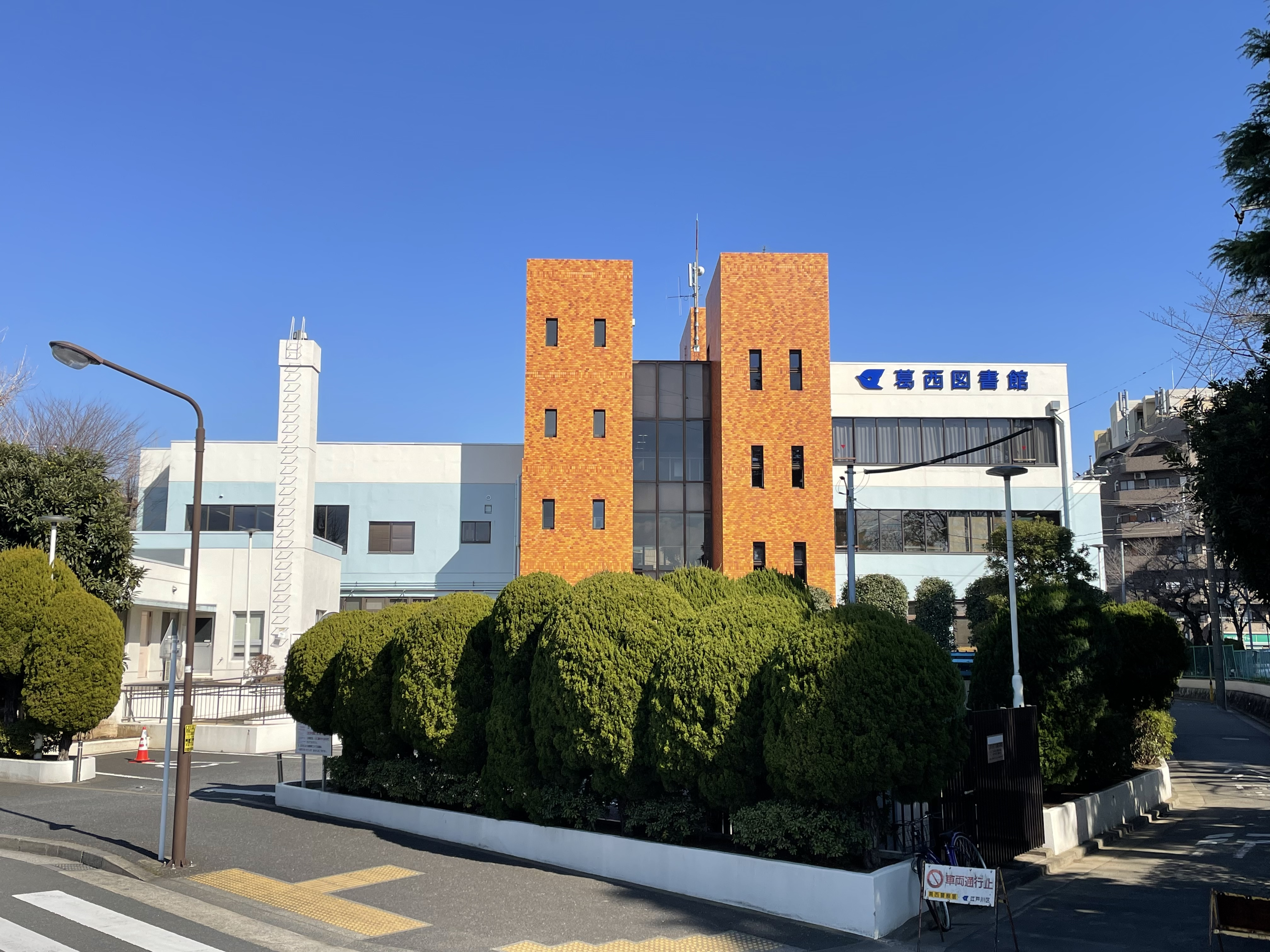
江戸川区立葛西図書館

- 中央図書館
- 小岩図書館
- 松江図書館
- 小松川図書館
- 篠崎図書館
- 葛西図書館
- 西葛西図書館
- 東葛西図書館
- 東部図書館
- 篠崎子ども図書館
- 鹿骨コミュニティ図書館
- 清新町コミュニティ図書館